# Carlo Pasta
Carlo Pasta (Mendrisio, 5 novembre 1822 – Mendrisio, 5 novembre 1893) è stato un medico e politico svizzero-italiano.

## Biografia
È stato deputato per due legislature per il partito conservatore al Consiglio nazionale dal 1875 al 1878.
Fu promotore del turismo sul monte Generoso, fautore della costruzione del primo albergo montano (Bellavista) e successivamente della ferrovia a scartamento ridotto che collega la vetta sottocenerina con Capolago, inaugurata nel 1890.
Nel 1893, dopo aver riscattato la ferrovia, mentre stava recandosi in treno dal Bellavista alla vetta fu colpito da un improvviso e fatale attacco cardiaco. Nel 1895 in sua memoria venne collocato nel cimitero comunale il monumento che lo ritrae con lo sguardo rivolto al Generoso.